# Trisetum foliosum
Trisetum foliosum är en gräsart som beskrevs av Jason Richard Swallen. Trisetum foliosum ingår i släktet glanshavren, och familjen gräs. Inga underarter finns listade i Catalogue of Life.